# 海野綱彌
海野綱彌（日语：／ Umino Tsunami，1970年8月9日—），日本漫畫家，女性。

## 經歷
兵庫縣出身。1989年以〈お月様にお願い〉獲得第8屆Nakayoshi新人漫畫賞而出道。
2015年以《月薪嬌妻》榮獲第39屆講談社漫畫賞少女部門賞。

## 作品
海野綱彌目前有正式授權中文譯本的作品：
- 就愛你的壞（全1集）
- 小冤家（全1集）
- 適婚女郎（全2集）
- 回轉銀河（全6集）
- 海野綱彌短篇傑作集1 - 荷包蛋女孩（全1集）
- 海野綱彌短篇傑作集2 - 少年人魚（全1集）
- 後宮（全5集）
- 學園寶島（全1集）
- 小煌女 ~流亡公主~（全5集）
- 與養豬王子的100個吻（全1集）
- 月薪嬌妻（全9集）

## 插畫
- 三月的狮子第26话结束卡插图